# Бекли (Западная Виргиния)
Бекли (англ. Beckley) — город в США, на юге центральной части штата Западная Виргиния. Является окружным центром и самым крупным городом округа Роли. Население по данным переписи 2010 года составляет 17 614 человек.
Город был основан 4 апреля 1838 года Альфредом Бекли — сыном первого библиотекаря Конгресса США.

## География
По данным Бюро переписи населения США площадь города составляет 24,6 км², из них 24,58 км² — суша и 0,02 км² — открытые водные пространства. Бекли расположен на высоком плато (732 м над уровнем моря) возле пересечения шоссе I-64, I-77 и US-19. Он обслуживается аэропортом округа Роли.
Климат — умеренно континентальный, с довольно тёплым летом и холодной снежной зимой. Годовая норма осадков — 1046 мм.

## История
Бекли развился из небольшого сельскохозяйственного поселения в торговый хаб для угольной промышленности Западной Виргинии. В 1838 году город был основан генералом Альфредом Бекли — сыном Джона Бекли, первого клерка Палаты представителей и первым библиотекарем Конгресса, на своей земле по акту Генеральной ассамблеи Виргинии. В 1850 году был создан округ Роли, а Бекли выбран окружным центром. Развитие угольной промышленности в округе началось в 1890-е годы, после строительства железной дороги через округ, добыча угля увеличилась в 3 раза за несколько лет. Такое развитие привело к быстрому увеличению числа жителей города с 342 человек в 1900 году до 2161 в 1910 году. Экономика города напрямую зависела от спроса на уголь. В 1980-х годах началось снижение количества рабочих мест в шахтах и перепрофилирование города. Расположение вблизи большого транспортного узла позволило привлечь инвестиции, и в 1990-х годах Бекли стал одним из наиболее быстро развивающихся городов штата.
В городе находится кампус Технологического института Университета Западной Виргинии Также имеется филиал университета Маршалла.
.

## Население
По данным переписи 2010 года население города составляло 17 614 человек; плотность населения насчитывала 716,6 чел/км². Расовый состав: белые американцы (72,3 %); афроамериканцы (21,2 %); азиаты (2,4 %); коренные американцы (0,3 %); представители других рас (0,5 %) и представители двух и более рас (3,2 %). Доля латиноамериканцев любой расы — 1,5 %.
Из 7800 домашних хозяйств в 25,6 % — воспитывали детей в возрасте до 18 лет, 36,8 % представляли собой совместно проживающие супружеские пары, в 15,5 % хозяйств женщины проживали без мужей, в 4,2 % — мужчины проживали без женщин и в 43,4 % проживали несемейные люди. 37,5 % домохозяйств состояли из одного человека, при этом 15,4 % составили одинокие пожилые люди в возрасте 65 лет и старше. В среднем домашнее хозяйство ведут 2,17 человек, а средний размер семьи — 2,85 человек.
Доля лиц в возрасте младше 18 лет составляет 20,2 %; лиц в возрасте от 18 до 24 лет — 9,5 %; от 25 до 44 лет — 23,9 %; от 45 до 64 лет — 28,5 %; лиц старше 65 лет — 17,9 %. Средний возраст населения — 41,6 лет. 46,6 % населения составляют мужчины, 53,4 % — женщины.
Динамика численности населения города по годам:
| 1950   | 1960   | 1970   | 1980   | 1990   | 2000   | 2010   | 2020   |
| ------ | ------ | ------ | ------ | ------ | ------ | ------ | ------ |
| 19 397 | 18 642 | 19 884 | 20 492 | 18 274 | 17 254 | 17 614 | 17 286 |

## Известные уроженцы
- Том Карпер — американский политик, сенатор США от штата Делавэр
- Крис Сарандон — американский киноактёр
- Морган Сперлок — американский режиссёр-документалист